# Royal Falcon
Royal Falcon – jordańska czarterowa linia lotnicza z siedzibą w Ammanie.
W sierpniu 2016 jordański Urząd Lotnictwa Cywilnego cofnął przewoźnikowi licencję na działalność operacyjną.

## Zdarzenia
25 kwietnia 2010 należący do Royal Falcon Boeing 767, wykonujący lot ze Szwecji do Iraku, lądował awaryjnie na lotnisku Okęcie w Warszawie. Powodem przerwania lotu było pęknięcie szyby w kokpicie pilotów. W wyniku incydentu nikt nie ucierpiał, lądowanie nie zakłóciło też normalnego ruchu na lotnisku.